# ديفيد باورز
ديفيد باورز (بالإنجليزية: David Bowers)‏ مواليد 1970 في تشيشير، إنجلترا، المملكة المتحدة، هو مخرج وممثل صوت إنجليزي بدأ نشاطه سنة 1988.

## الأعمال
- من ورط الأرنب روجر
- أمير مصر
- هروب الدجاج
- إشاعة القرش
- والاس وجروميت: لعنة الأرنب المستذئب
- التدفق البعيد
- الولد الخارق
- قواعد رودريك

## وصلات خارجية
- ديفيد باورز على موقع IMDb (الإنجليزية)
- ديفيد باورز على موقع ألو سيني (الفرنسية)
- ديفيد باورز على موقع أول موفي (الإنجليزية)
- ديفيد باورز على موقع بوكس أوفيس موجو (الإنجليزية)
- ديفيد باورز على موقع قاعدة بيانات الأفلام السويدية (السويدية)
- ديفيد باورز على موقع قاعدة بيانات الفيلم (الإنجليزية)
- ديفيد باورز على موقع كينوبويسك (الروسية)